# Chlorid vanadnatý
Chlorid vanadnatý je anorganická sloučenina se vzorcem VCl2. Jde o chlorid vanadu s nejnižším oxidačním číslem. Je to světle zelená pevná látka, která se rozpouští ve vodě za vzniku fialových roztoků.

## Příprava a vlastnosti
Pevný chlorid vanadnatý lze připravit termickou disproporcionací chloridu vanadičitého:
2 VCl3 → VCl2 + VCl4
Rozpouštěním ve vodě vzniká fialový kation, [V(H2O)6]2+. Odpařením lze získat krystaly chloridu hexaaquavanadnatého, [V(H2O)6]Cl2.
Chlorid vanadnatý má silné redukční účinky, dokáže redukovat organické azidy na aminy.

## Struktura
Pevný VCl2 má strukturu jodidu kademnatého, vanad má oktaedrickou geometrii. Podobnou strukturu mají i VBr2 a VI2, všechny tři látky mají vysokospinovou d3 konfiguraci (kvartetový stav).